# Suzanne Champagne
Suzanne Champagne, née à Montréal le 8 mai 1956, est une actrice québécoise.

## Filmographie

### Cinéma
- 1973 : Retour (moyen métrage) d'Alain Goudreau : sœur enseignante
- 1989 : Dans le ventre du dragon d'Yves Simoneau : voisine 3
- 1997 : Les Mille Merveilles de l'univers de Jean-Michel Roux : une manifestante
- 1999 : Histoires d'hiver de François Bouvier : Mademoiselle Chouinard
- 2005 : Maman Last Call de François Bouvier : infirmière - salle d'accouchement
- 2009 : Détour de Sylvain Guy : Maryse Huff

### Télévision
- 1987 : Semi-détaché (série télévisée) : Mme Riendeau
- 1992 : Scoop : Marcelle St-Amant
- 1993 : La Petite Vie : l'infirmière « la grosse face »
- 1996 : Jamais deux sans toi : Sylvette
- 1998 - 2001 : Watatatow : Suzie Leclerc-Gauthier
- 2008 : Blaise le blasé : tante Monique (voix)
- 2010 : Musée Éden : Mme Olivine Laporte
- 2015 : Med (série jeunesse) : grand-mère de Med
- 2017 - 2020 : Lâcher prise : Suzanne

## Récompenses
- 1992 : Prix Gémeaux du meilleur rôle de soutien féminin : dramatique, pour son rôle de Sylvette Barbeau dans Jamais deux sans toi